# Paul Emil von Lettow-Vorbeck
Pau Emil von Lettow-Vorbeck (n. 20 martie 1870, Saarlouis, Confederația Germană de Nord – d. 9 martie 1964, München, RFG) a fost un general-maior, patriot german și militar experimentat ce a intrat în istorie drept unul din cei mai buni specialiști în domeniul războiului de gherilă, evidențiindu-se în campania africană din Primul Război Mondial în calitate de comandant al forțelor militare coloniale germane.

## Cariera militară
S-a născut în Saarlouis, în landul german Saarland, într-o familie de militari și a fost instruit ca ofițer de artilerie, avansând în cariera militară ca locotenent în 1889 și ca locotenent-major în 1895. În 1900 a participat la înăbușirea răscoalei boxerilor din China, apoi a fost comandantul unui pluton de infanterie în Africa de Sud-Vest Germană (1904 - 1906), în timpul răscoalei tribului herero și al masacrului ulterior. În 1907 a fost avansat la gradul de maior și transferat în Germania. Din ianuarie 1909 a fost comandantul unui batalion de infanterie marină, iar din octombrie 1913 a fost comandantul forțelor militare germane coloniale din Camerun.
În aprilie 1914 colonelul von Lettow-Vorbeck a fost numit comandant al forțelor militare germane din Africa Orientală Germană, care în ajunul Primului Război Mondial aveau un total de 261 de ofițeri, subofițeri și soldați, precum și 4.680 de soldați din rândul negrilor.

## Primul Război Mondial
Africa Orientală Germană avea graniță comună cu Mozambicul Portughez, Congo Belgian și cu Kenya și Rhodesia de Nord (ce aparțineau britanicilor), toate fiind controlate de numeroasele forțe militare ale Antantei, bine aprovizionate, dotate și instruite. Deși colonelul se afla sub autoritatea nominală a guvernatorului Heinrich Shnee (1878-1949), care era adeptul acordului de la Berlin, ce stipula neimplicarea posesiunilor coloniale în acțiuni militare, ele rămânând neutre în caz de război, baronul a decis să lupte. Talentul militar, abilitățile de comunicare (printre care și cunoașterea limbei locale swahili), precum și capacitatea de a se face simpatizat de băștinași (deviza sa era „Aici noi toți suntem africani”) l-au ajutat pe Paul von Lettow-Vorbeck să compenseze inferioritatea numerică, precum și lipsa de comunicații și de aprovizionare din partea patriei sale.
Conștient de faptul că frontul african este unul secundar, el a adoptat tactica de a atrage pe această direcție cât mai multe trupe inamice din Europa, ușurând astfel situația Imperiului German pe frontul renan. Forțele germane nu au depășit niciodată 18.000 de oameni (din care 15.000 de indigeni, care mai erau numiți askari, adică soldați în limba arabă), în timp ce aliații au atins, la un moment dat, o concentrare maximă de 250.000 de soldați, cota majoritară printre ei fiind deținută de indigenii sud-africani înrolați în armata britanică.
Odată cu declanșarea războiului, în august 1914, von Lettow-Vorbeck a atacat pe neașteptate Kenya, întrerupând comunicațiile și ocupând pe 15 septembrie orașul Taveta. Generalul englez Arthur Aitken (1861-1924) a debarcat în fruntea unei armate de 8.000 de soldați lângă Tanga, unde se aflau circa 1.000 de soldați germani, iar pe 2-5 noiembrie 1914 s-a dat bătălia de lângă acel important punct de aprovizionare a forțelor germane din Africa, care mai este cunoscută și ca „bătălia albinelor”, din cauza atacurilor unor roiuri de albine sălbatice, deranjate de zgomotul luptei. Aici Paul von Lettow-Vorbeck a obținut prima victorie importantă, rezultatele ei fiind pe de-a dreptul impresionante: britanicii au pierdut 847 de oameni, pe când germanii doar 144 de militari, deznodământul final fiind asigurat de contraatacul realizat de două companii de askari, ceea ce demonstra încă o dată capacitatea combativă înaltă și moralul ridicat al acestor trupe, asigurate în primul rând de comandantul acestor detașamente.
Au urmat 18 luni grele de rezistență pe teritoriul Tanganyikăi, într-un continuu război de uzură, marcat de bătăliile de la Jassin (18-19 ianuarie 1915), Bucoba (21 iunie 1915) și Salaita (12 februarie 1916). Aceste succese pot fi explicate prin tactica bine chibzuită adoptată de von Lettow-Vorbeck, care se baza pe manevribilitatea și rapiditatea trupelor sale, prin întreprinderea unor acțiuni subversive de întrerupere a căilor de comunicație, prin întreprinderea unor raiduri neașteptate prin junglă, considerată de nepătruns, acțiuni în care el nu a fost egalat până în februarie 1916, când la comanda trupelor britanice a fost numit generalul sud-african Jan Smuts (1870-1950).
Jan Smuts merită o mențiune aparte în campania africană din Primul Război Mondial, el fiind unicul comandant care a reușit să-i riposteze demn lui Paul von Lettow-Vorbeck, obținând astfel primele succese palpabile în lupta cu forțele germane. Acest Jan Smuts era și el un specialist bun în ceea ce privește războiul de gherilă și acțiuni subversive, luptând în trecut chiar și împotriva englezilor în războiul anglo-bur din 1899-1902, iar după război ocupând postul de prim-ministru al Africii de Sud (în 1919-1924 și respectiv 1939-1948). Deci, se poate afirma că pe câmpul de luptă s-au întâlnit doi veritabili inamici, demni de respect și onoare.
Astfel, în martie 1916, Jan Smuts lansează un atac surprinzător, dinspre nordul Tanganyikăi, dintr-o zonă greu accesibilă, și, în consecință, slab apărată de către Lettow-Vorbeck. În același timp, coordonându-și pentru prima dată acțiunile, aliații au atacat dinspre vest (belgienii) și sud (portughezii). Noua tactică a dat roade, trupele belgiene ocupând în curând Rwanda și Burundi, iar englezii chiar capitala colonială Dar es Salaam.
Aici s-ar părea că rezistența germană a fost înfrântă, însă nu și în cazul lui Lettow-Vorbeck. El nu numai a reușit să-și salveze trupele sale de la o înfrângere totală, dar i-a și scos din încercuire. Folosind avantajul terenului și știința condițiilor meteo, el a părăsit teritoriul Tanganyikăi și a trecut în Mozambic. Acolo a distrus câteva forturi și a capturat depozitele militare, reînprospătându-și rezervele de muniții și alimente.
În următorii doi ani, Lettow-Vorbeck a pendulat între Mozambic, Rhodesia, Tanganyika și Congo, efectuând raiduri eficiente asupra bazelor militare aliate, dar nerefuzând confruntările deschise desfășurate în condiții prielnice. Astfel a reușit să obțină mai multe victorii, printre care cea de la Mahiwa din 18 octombrie 1917 asupra englezilor, conduși de Sir Jacob van Devender, succesorul lui Smuts, pierzând  600 de oameni din cei 1.500 antrenați în luptă, față de pierderile engleze de peste 2.700 de morți, răniți și prizonieri din cei 4.900 de soldați. O altă victorie a fost obținută în lupta de la Ngomano împotriva portughezilor conduși de generalul Joao Teixeira Pinto, care a pierdut aproape întreaga armată intrată în luptă. Din noiembrie 1917 s-a retras în jungla mozambicană, un loc retras și acoperit de atacurile aliate și care era mai prielnică pentru aprovizionare. În 1918 a invadat Rhodesia britanică, atacul luând prin surprindere comandamentul aliaților și soldându-se cu distrugeri importante și cu interceptarea căilor de comunicație.
Astfel, acțiunile militare a forțelor armate germane conduse de Paul Emil von Lettow-Vorbeck în Africa au continuat până pe data de 14 noiembrie 1918, atunci când el a aflat din documentele prizonierului britanic Hector Croud că Germania și Antanta au semnat armistițiul de la Compiegne. Deși neînvins și cu armata pe picior de luptă, Paul von Lettow-Vorbeck a decis să capituleze. Ceremonia de capitulare a avut loc pe 23 noiembrie 1918 la Mbaala, în Zambia. La acel moment, armata sa era compusă din 30 de ofițeri germani, 125 de subofițeri și soldați germani și 1.168 de indigeni.

## Viața de după război
Colonelul von Lettow-Vorbeck s-a repatriat în Germania în ianuarie 1919, având parte de o paradă personalizată pe sub poarta Brandenburg datorită invadării cu succes al unui teritoriu britanic. S-a manifestat ca un susținător deschis al monarhiei și al unui regim conservator. A luat parte activ la viața politică a Republicii de la Weimar, și a participat la luptele împotriva comuniștilor - „spartachiști”. Din cauza preferințelor sale politice a fost demis din armată în 1920, cu gradul de general-maior. În perioada 1920-1930 a fost ales deputat în Reichstag, candidând pentru Partidul Național-Liberal German. În 1920 și-a publicat memoriile, intitulate „Heia safari”, iar în 1929 s-a întâlnit pentru prima dată cu adversarul său legendar din Africa, Jan Smuts, cu care a legat o strânsă prietenie.
Von Lettow-Vorbeck a manifestat mari rezerve față de nazism, refuzând, în 1935, oferta lui Hitler de a deveni ambasador al Reich-ului la Londra. A fost marginalizat și urmărit de Gestapo, deși, formal, era considerat ca erou al Germaniei. A rămas în viață datorită meritelor sale militare, însă ambii fii ai săi au murit în Al Doilea Război Mondial.
În 1953, la vîrsta de 83 de ani, el a vizitat fosta Africă Orientală Germană, iar askarii săi l-au întâmpinat cu celebrul strigăt de marș „Heia, heia safari”.
A decedat pe 9 martie 1964, în Hamburg.